# Гурбенешть
Гурбенешть, Гурбенешті (рум. Gurbănești) — село у повіті Келераш в Румунії. Входить до складу комуни Гурбенешть.
Село розташоване на відстані 47 км на схід від Бухареста, 54 км на захід від Келераші.

## Населення
За даними перепису населення 2002 року у селі проживали 600 осіб, усі — румуни. Усі жителі села рідною мовою назвали румунську.